# The Goonies II
The Goonies II (グーニーズ２ フラッテリー最後の挑戦? Goonies 2: Fratelli saigo no chōsen) è un videogioco a piattaforme del 1987 sviluppato da Konami per Nintendo Entertainment System. Basato sul film del 1985 I Goonies, costituisce il seguito del videogioco The Goonies pubblicato per Famicom.